# Captain Kidd (cinesseriado)
Captain Kidd é um seriado estadunidense de 1922, gênero aventura, dirigido por Burton L. King e J. P. McGowan, em 15 capítulos, estrelado por Eddie Polo e Kathleen Myers. Único seriado produzido pela Star Serial Corporation (Eddie Polo Productions), foi distribuído por Monarch Film Corporation, e veiculou nos cinemas estadunidenses entre 13 de junho e 19 de setembro de 1922.
Este seriado é parcialmente perdido. Há cópias incompletas do seriado na Biblioteca do Congresso (episódios 1, 2, 5, 13 e 14); no International Museum of Photography and Film, do arquivo da George Eastman House (episódio 13); no arquivo da UCLA Film and Television Archive (episódio 2); no arquivo da Academy Film (episódio não identificado); e na Filmoteca Espanola (episódio não identificado).
O estúdio usou para locações de filmagem Cuba e Flórida. Após o término do seriado, a Eddie Polo Productions foi encerrada.

## Elenco
- Eddie Polo	 ...	Edward Davis
- Kathleen Myers	 ...	Louise Bradley (creditada Katherine Myers)
- Leslie Casey
- Sam Polo
- Malvina Polo
- Bradley Barker
- Carl Axzelle		 (creditado Carl Axalle)

## Capítulos
1. Shanghaied
2. The Pirate's Slave
3. Hidden Treasure
4. The Lost Fortune
5. The Missing Plans
6. Trapped
7. desconhecido
8. desconhecido
9. desconhecido
10. Double Crossed
11. When Thieves Fall Out[6]
12. A Fight for a Fortune
13. The Leap for Life[7]
14. A Fight in Mid-Air
15. Victory and Happiness